# Língua nominativa-acusativa

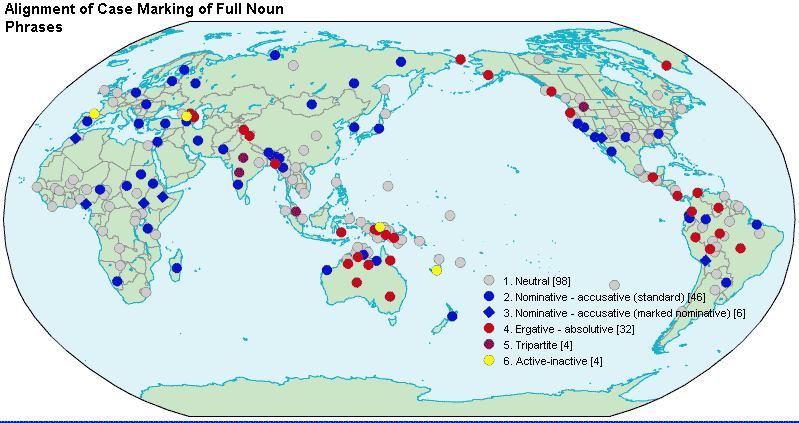
O posicionamento morfosintáctico de tipo nominativo-acusativo, com marcagem de caso explícito, é indicado por círculos (acusativo marcado) e losangos azuis (nominativo marcado).

Uma língua nominativa-acusativa (ou simplesmente acusativa) é aquela na qual o sujeito dum verbo intransitivo (papel S) e o sujeito dum verbo transitivo (papel A) recebem um tratamento diferente do objecto directo do verbo transitivo (papel O). O tratamento pode consistir em pôr-lhe um afixo especial de caso, na ordem gramatical ou outra maneira de distinguir a função de cada argumento verbal. Isto é, uma língua nominativa trata S e A da mesma forma e O de maneira diferente. Nas línguas nominativo-acusativas com caso gramatical S e A costumam ser marcados com o caso nominativo e O com o caso acusativo, daí o nome. Se não existe marca de caso, a língua emprega a ordem das palavras (como em inglês, língua na qual o sujeito aparece antes do que o verbo e o objecto depois).
Todas as línguas europeias, menos o basco, são nominativo-acusativas. Este tipo de línguas contrastam com as de tipo ergativo-absolutivo. Na língua Dyirbal do norte da Austrália que é ergativa-absolutiva o S das frases intransitivas e o O das frases transitivas são tratados da mesma maneira, usam o caso absolutivo para o S das frases intransitivas e o caso ergativo com o S das frases transitivas. Daí que estas línguas sejam chamadas absolutivo-ergativas.

## Exemplos
O alinhamento nominativo-acusativo aprecia-se muito claramente nas línguas com casos como o latim ou muitas outras línguas indo-europeias antigas. Nestas línguas vê-se que o sujeito dos verbos transitivos (1b) recebe a mesma marca de caso que o sujeito dos verbos intransitivos (1a) (este caso chama-se usualmente nominativo), enquanto que o objecto dos verbos transitivos recebe uma marca diferente (acusativo):
(latim)
(1a) homo pervenit = 'o homem chegou'
(1b) homo puerum vidit = 'o homem viu a criança'
(1c) puer hominem vidit = 'a criança viu o homem'
Isto contrasta com uma língua ergativo-absolutiva como o basco:
(basco)
(2a) gizona etorri da = 'o homem chegou'
(2b) gizonak mutila ikusi du = 'o homem viu a criança'
(2c) mutilak gizona ikusi du = 'a criança viu o homem'